# Natsiatum
Natsiatum é um género de plantas  pertencente à família Icacinaceae. É originário da Ásia tropical. O género foi descrito por Buch.-Ham. ex Arn. e publicado em Edinburgh New Philosophical Journal 16: 314, em 1834.

## Descrição
São arbustos trepadores lenticelados. As folhas pecioladas alternas, com o limbo cordiforme - ovaladas, e com 7-9 veias. As plantas são dioicas com flores pequenas, as inflorescências se apresentam em forma de racemos axilares extra-simples ou complexos. O fruto é uma drupa obliquamente ovoide, comprimida, com mesocarpo delgado.

## Espécies
- Natsiatum herpeticum Buch.-Ham. ex Arn.
- Natsiatum oppositifolium Planch.
- Natsiatum sinense Oliv.
- Natsiatum tonkinenseGagnep.